# برلينية (معجنات)

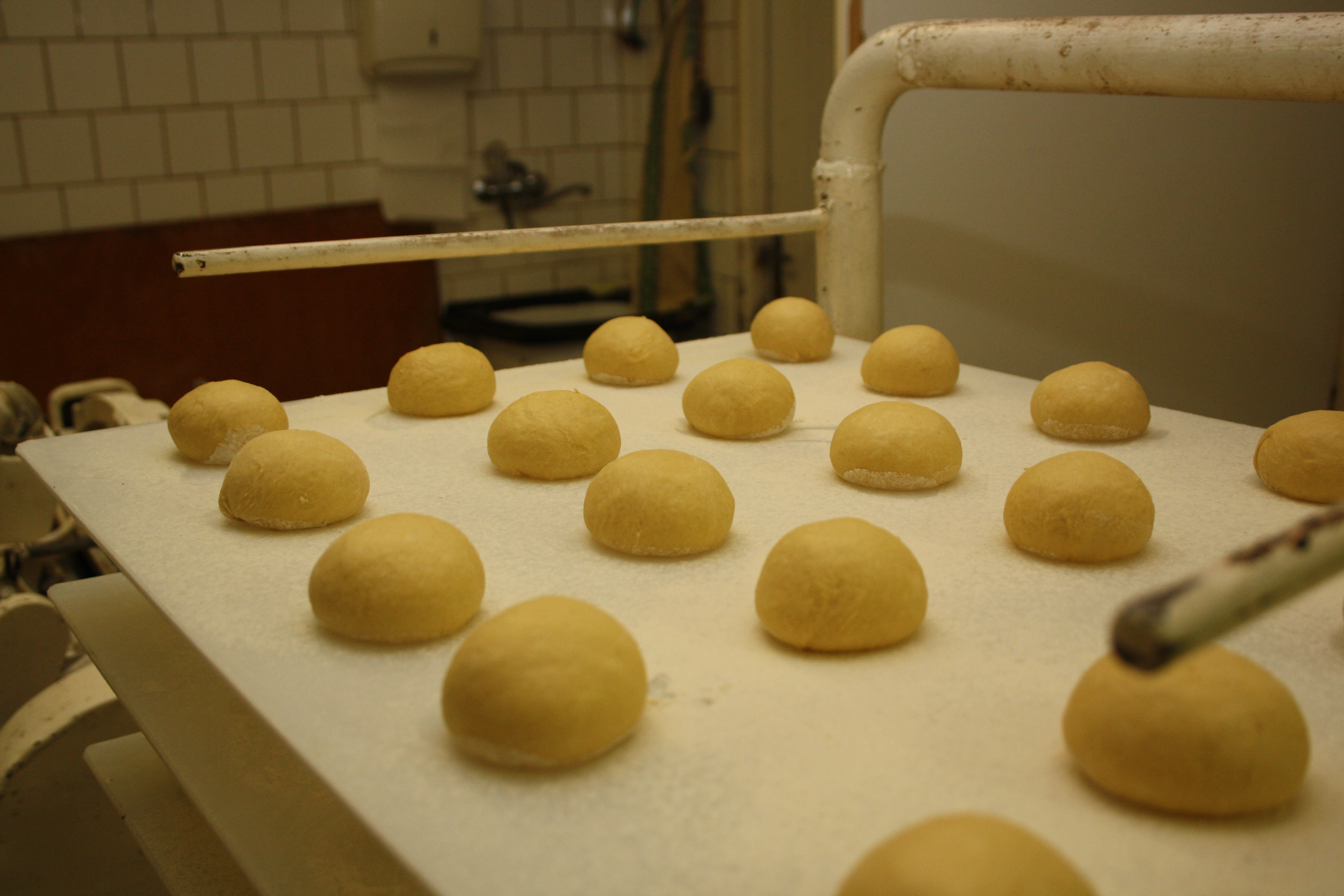
برلينية قيد الإعداد

البرلينيّة أو البرلينر نوع ألماني من المبرومة المحشوة بدون ثقب مركزي مصنوعة من الخمير الحلو المقلية في شحم الخنزير أو زيت الطهي وبها حشوة المربى ويغلب أن تكون مغطاة بذرور السكر أو السكر المعهود.

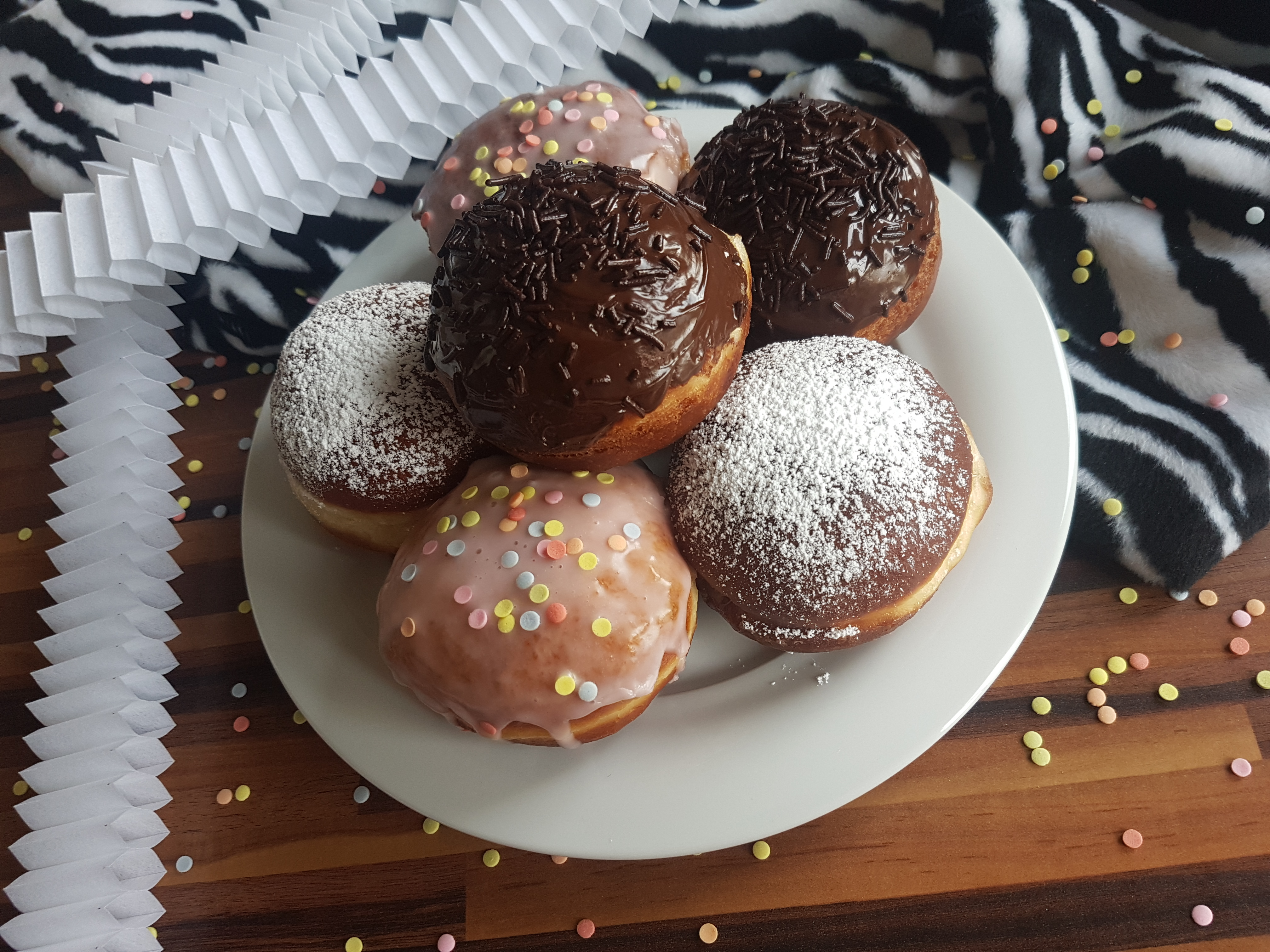
مجموعة من البرلينيات المزينة وبحشوات مختلفة